# Desembocadura de Río Grande
Desembocadura de Río Grande (stora flodens utlopp) är en kommun (municipio) i Nicaragua med 3 866 invånare. Den ligger vid Karibiska havet i Región Autónoma de la Costa Caribe Sur. Kommunens huvudnäringar är fiske och jordbruk.

## Geografi
Desembocadura de Río Grande ligger längs floden Río Grande de Matagalpas nedre lopp, där den rinner ut Karibiska havet. Kommunen gränsar till grannkommunerna Laguna de Perlas i söder, El Tortuguero och La Cruz de Río Grande i väster, Prinzapolka i norr, samt till Karibiska havet i öster.
Vid havskusten ligger Sandy Bay Sipri, kommunens största ort (comarca) med 1 491 invånare vid senaste folkräkningen år 2005. Nära kusten ligger också de mindre orterna Walpa (300 invånare) och Barra de Río Grande (202), den senare vid floden Río Grande de Matagalpas mynning. Kommunens centralort Karawala (802) ligger 6 km från havet, vid bifloden Karawala, strax innan den rinner ut i Río Grande de Matagalpa. Vid ungefär samma avstånd från havet, längs huvudfloden, ligger Kara (477). Den lilla orten La Esperanza har 128 invånare. Kommunens övriga två orter, Guadelupe (41) och Company Creek (144), ligger långt från havet, längre upp längs Río Grande de Matagalpa.

## Historia
Kommunen grundades 1996, genom en utbrytning från grannkommunen La Cruz de Río Grande, som ligger längre upp längs samma flod.

## Transporter
Det finns det inga vägar att tala om i Desembocadura de Río Grande. Alla längre transporter sker med båt, längs floderna och längs kusten. Det finns ingen reguljär båttrafik. För längre resor till grannkommunerna går det ofta att lifta med någon, även om man kan behöva vänta några dagar. För kortare reser inom kommunen har de flesta familjer en egen båt.

## Näringsliv
Kommunens viktigaste näringar är fiske och jordbruk. De viktigaste grödorna som odlas är ris, bönor, majs, xanthosoma, kassava och kokbananer.